# جبريل أورتيز
جبريل أورتيز (بالإسبانية: Gabriel Ortiz)‏ هو منافس ألعاب قوى مكسيكي، ولد في 8 ديسمبر 1981.

## وصلات خارجية
- جبريل أورتيز على موقع الاتحاد الدولي لألعاب القوى (الإنجليزية)